# Cladaster analogus
Cladaster analogus är en sjöstjärneart som beskrevs av Fisher 1940. Cladaster analogus ingår i släktet Cladaster och familjen ledsjöstjärnor. Inga underarter finns listade i Catalogue of Life.